# Peccato
(Orazio Rinaldi, Specchio di scienza e compendio delle cose)

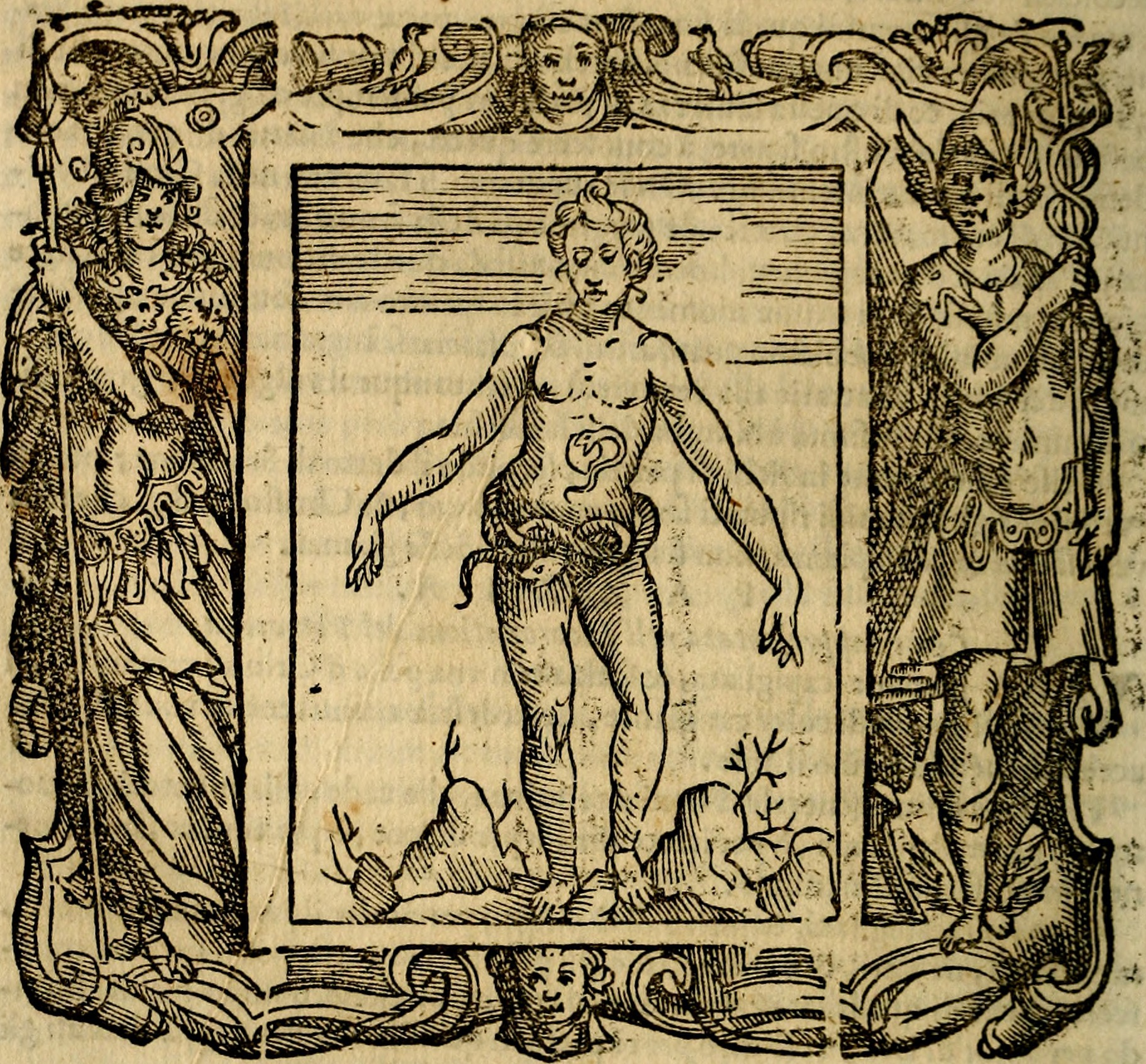
Peccato, illustrazione allegorica dal libro Iconologia (1613) di Cesare Ripa

In alcune religioni, si parla di peccato come di un atto in contrasto con la coscienza e con i principi riconosciuti come volontà di Dio da parte della persona o della sua comunità religiosa. Esso produce uno stato di malessere che si può suddividere nel senso di colpa e nell'effetto negativo proprio causato dal peccato inteso come atto disordinato rispetto all'ordine naturale dettato da Dio.
In alcune religioni l'atto peccaminoso consiste generalmente nel superare, anche involontariamente, i limiti posti dalla sfera delle cose sacre e quella delle cose profane. In tale caso più che riprovevole moralmente, il peccato è considerato pericoloso perché può attirare sul peccatore e su tutta la comunità la maledizione della divinità offesa e perciò richiede una qualche sorta di espiazione affinché l'equilibrio turbato sia ristabilito.
In altre religioni il peccato attiene alla sfera morale e alla volontà ed è strettamente individuale, sebbene possa avere anche delle ripercussioni sociali.

## Il peccato nella tradizione cristiana (Bibbia)
Nella visione cristiana, il peccato è una offesa a Dio disubbidendo alla sua legge. La Chiesa Cattolica elenca due specie di peccati: il peccato originale e il peccato attuale. La dottrina cristiana riscontra tre leggi: legge naturale, legge antica e legge nuova o evangelica. La legge naturale è quella legge che è iscritta nel cuore di ogni uomo e permette di distinguere le azioni buone da quelle malvagie. La legge antica è la legge mosaica con tutti i suoi articoli e i commenti della torah, è la legge ebraica. Infine la legge nuova o evangelica è quella insegnata da Gesù Cristo. La prima legge, che vale per ogni uomo, detta anche legge naturale, se non è rispettata produce malessere personale e sociale. La seconda, quella dell'antica alleanza, se è osservata promette protezione, forza e vittoria da parte di Dio. Quella evangelica, quella propria del cristianesimo, se praticata produce felicità nel credente.
Il concetto di peccato è strettamente collegato a quello della Legge di Dio, legge definita nella Sacra Scrittura. Per trasgressione si intende non solo ciò che si commette (commissione) ma anche ciò che si omette (omissione) di fare. È quindi un atto consapevole e responsabile, compiuto volontariamente dalla creatura umana, è assente quindi il concetto di colpa involontaria. Esso viene definito come un atto che ha la sua origine nel cuore stesso dell'essere umano.
Alienazione da Dio. Per i profeti dell'Antico Testamento il peccato, è un allontanamento da Dio e quasi un'interruzione del rapporto personale con Dio.
La corruzione del cuore. I peccati derivano essenzialmente dalla corruzione interiore del nostro cuore (Genesi 6,5; Isaia 29,13; Geremia 17). Il peccato (`αμαρτία) secondo Paolo: «Laddove è abbondato il peccato, ha sovrabbondato la grazia» (Rm 5,20). La grazia però, per compiere la sua opera, deve svelare il peccato per convertire il cuore. Come un medico che esamina la piaga prima di medicarla, Dio, con la sua Parola e il suo Spirito, getta una viva luce sul peccato.
Universalità del peccato. La testimonianza biblica pure afferma l'universalità del peccato. Paolo afferma: "Tutti hanno peccato e sono privi della gloria di Dio" (Romani 3,23). Ma poi dice che si è resi giusti grazie a Cristo: "Colui che non aveva conosciuto peccato, Dio lo trattò da peccato in nostro favore, perché noi potessimo diventare per mezzo di lui giustizia di Dio" (2 Corinzi 5,21).
La durezza di cuore. La "durezza di cuore", strettamente legata all'incredulità (Marco 16,14; Romani 2,5) appartiene all'essenza del peccato. Significa rifiutare di credere alle promesse di Dio (Salmo 95:8; Ebrei 3,8-15; 4,7). Esso caratterizza indisponibilità ad aprirsi all'amore di Dio (2 Cronache 36,13; Efesini 4,18) ed il suo corollario – insensibilità ai bisogni del prossimo (Deuteronomio 15,7; Efesini 4,19).
Manifestazioni del peccato. Laddove l'essenza del peccato è l'incredulità o la durezza di cuore, manifestazioni principali del peccato sono i disordini sessuali e paura. Altri aspetti significativi del peccato sono l'autocommiserazione, l'egoismo, la gelosia e l'avidità.
Individuale e sociale. Il peccato è sia individuale e collettivo. Ezechiele dichiara: "Ecco, questa fu l'iniquità di Sodoma, tua sorella: lei e le sue figlie vivevano nell'orgoglio, nell'abbondanza del pane, e nell'ozio indolente; ma non sostenevano la mano dell'afflitto e del povero" (16,49). Secondo i profeti, non sono solo pochi individui ad essere contaminati dal peccato, ma l'intera nazione (Isaia 1,4).
Effetti del peccato. Gli effetti del peccato sono asservimento morale e spirituale, senso di colpa, male di vivere e inferno. Giacomo lo spiega così: "Ognuno è tentato dalla propria concupiscenza che lo attrae e lo seduce. Poi la concupiscenza, quando ha concepito, partorisce il peccato; e il peccato, quando è compiuto, produce la morte" (1,14-15). Nella prospettiva di Paolo: "il salario del peccato è la morte" (Romani 6,23; cfr. 1 Corinzi 15,56) inteso soprattutto come morte spirituale.
La legge lo istiga. Nella teologia paolina, la legge non è solo un freno posto al peccato, ma anche la sua istigatrice. Tanto perverso è il cuore umano che le stesse proibizioni della legge, intese per essere un deterrente per il peccato, servono per suscitare gli stessi desideri peccaminosi (Romani 7,7-8). Ma poi dice pure: "Non siete più sotto la legge ma sotto la grazia" (Romani 6,14).
L'origine del peccato. L'origine del peccato viene definito un mistero ed è legata al problema del male. Il racconto sull'uomo (Adamo) e la madre (Eva) infatti ci dice che il male (peccato, malessere, sofferenza) provengono dalla disubbidienza a Dio, causa la cessazione dell'unione tra l'uomo e Dio. Secondo la Bibbia, prima del peccato originale l'uomo era immacolato e non aveva nessun bisogno di essere salvato, non era incline al male, però poteva sempre peccare in quanto libero ma non succube del male. La teologia sia ortodossa, sia cattolica che protestante, parla di una caduta degli angeli precedente alla caduta dell'uomo. È consenso generale fra i teologi ortodossi che il male interiore (stato di peccato) dell'uomo provochi il male fisico di esso (disastri naturali), infatti se uno conserva invidia, coltivando questo vizio, verrà ad uno stato di malessere mentale di conflitto interiore e di stress e di conseguenza, per esempio, all'irrigidimento dei nervi.

## Il peccato secondo la Chiesa cattolica
Secondo il cattolicesimo vi è peccato mortale solo se si verificano tre condizioni contemporaneamente:
- Materia grave
- Piena consapevolezza
- Deliberato consenso

altrimenti si tratta di peccato veniale.
Nel Compendio del Catechismo della Chiesa Cattolica il peccato è definito come «una parola, un atto o un desiderio contrari alla Legge eterna» (sant'Agostino). È un'offesa a Dio, nella disobbedienza al suo amore. Esso ferisce la natura dell'uomo e attenta alla solidarietà umana. Cristo nella sua Passione svela pienamente la gravità del peccato e lo vince con la sua misericordia. Agostino lo definì come un'aversio a Deo è una conversio ad creaturas, un voltare le spalle a Dio per dirigere la propria intenzione alle creature. (Ad Simplic . I , 2 , 18). Esso è un orientarsi dal bene immutabile che è Dio ad un bene commutabile (sostituibile) con altri beni, come è proprio delle creature.
In quanto alla natura del peccato una distinzione va fatta per il peccato originale. Con un'affermazione lapidaria l'apostolo Paolo sintetizza il racconto della caduta dell'uomo contenuto nelle prime pagine della Bibbia: «a causa di un solo uomo il peccato è entrato nel mondo e con il peccato la morte» (Rm 5,12). L'uomo, contro il divieto di Dio, si lascia sedurre dal serpente e allunga le mani sull'albero della conoscenza del bene e del male, cadendo in balia della morte. Con questo gesto l'uomo tenta di forzare il suo limite di creatura, sfidando Dio, unico suo Signore e sorgente della vita. È un peccato di disobbedienza che divide l'uomo da Dio. Adamo, il primo uomo, trasgredendo il comandamento di Dio, perde la santità e la giustizia in cui era costituito, ricevute non soltanto per sé, ma per tutta l'umanità: «cedendo al tentatore, Adamo ed Eva commettono un peccato personale, ma questo peccato intacca la natura umana, che essi trasmettono in una condizione decaduta. Si tratta del peccato originale che sarà trasmesso per propagazione a tutta l'umanità, cioè con la trasmissione di una natura umana privata della santità e della giustizia originali». Nella condizione "decaduta", la varietà dei peccati è grande. Essi possono essere distinti secondo il loro oggetto o secondo i comandamenti e le virtù ai quali si oppongono. Possono riguardare direttamente Dio, il prossimo o noi stessi. Si possono inoltre distinguere in peccati di pensiero, di parola, di azione e di omissione.
In quanto a gravità il peccato si distingue in peccato mortale e veniale. Il peccato mortale si commette quando ci sono atti di materia grave. Viene perdonato in via ordinaria mediante i Sacramenti del Battesimo e della Penitenza o Riconciliazione. La Riconciliazione è raccomandata dalla Chiesa ai credenti in maniera frequente anche per i soli peccati veniali; "coloro che ricevono il sacramento della Penitenza con cuore contrito e in una disposizione religiosa conseguono «la pace e la serenità della coscienza insieme a una vivissima consolazione dello spirito».73 Infatti, il sacramento della Riconciliazione con Dio opera un'autentica «risurrezione spirituale», restituisce la dignità e i beni della vita dei figli di Dio, di cui il più prezioso è l'amicizia di Dio.74" Il peccato veniale si differenzia dal peccato mortale perché è commesso quando si ha materia leggera. Esso non rompe l'alleanza con Dio, ma indebolisce la carità; manifesta un affetto disordinato per i beni creati; ostacola i progressi dell'anima nell'esercizio delle virtù e nella pratica del bene morale; per il perdono di purificazione la prassi è la preghiera personale e comunitaria. Sono peccati mortali tutti quelli per cui il diritto canonico prevede (con una tradizione secolare) la scomunica, massima pena contemplata per un cristiano sia fedele che consacrato: scisma, eresia, apostasia, simonia, usura.
La ripetizione dello stesso peccato genera il vizio. I vizi, essendo l'opposto delle virtù, sono abitudini che rendono schiavo l'uomo. I vizi più gravi sono i sette vizi detti capitali, che sono: superbia, avarizia, invidia, ira, lussuria, gola, pigrizia o accidia. Esiste una personale responsabilità nei peccati commessi da altri, quando vi cooperiamo colpevolmente. Ogni situazione sociale o istituzione contraria alla legge divina definisce una struttura di peccato, espressione ed effetto di peccati personali.
(Papa Francesco)
Il Catechismo Maggiore di Papa Pio X elenca:

### I sei peccati contro lo Spirito Santo
- Disperazione della salvezza
- Presunzione di salvarsi senza merito
- Impugnare la verità conosciuta
- Invidia della grazia altrui
- Ostinazione nei peccati
- Impenitenza finale

### I quattro peccati che gridano vendetta al cospetto di Dio
- Omicidio volontario
- Peccato impuro contro natura
- Oppressione dei poveri
- Defraudare la giusta mercede a chi lavora

### I sette vizi capitali
I vizi secondo Aristotele sono "gli abiti del male". Al pari delle virtù, i vizi derivano dalla ripetizione di azioni che formano nel soggetto che le compie una sorta di "abito" che lo inclina in una certa direzione.
Nel Catechismo della Chiesa Cattolica, viene elencata una lista di sette vizi (non peccati) capitali da cui ogni buon cattolico, come ogni uomo di buona volontà, dovrebbe guardarsi. Sono stati introdotti ufficialmente da Tommaso d'Aquino nel XIII secolo, ma l'elencazione originaria di Giovanni Cassiano prevedeva un vizio in più: Tristitia.
- Superbia
- Avarizia
- Lussuria
- Ira
- Gola
- Invidia
- Accidia

Il peccato è comunemente inteso come un atto esclusivamente di tipo deliberato e consapevole. I sette vizi capitali possono talora derivare da un'insufficiente conoscenza della legge della dottrina e in particolare della gravità della colpa. L'inadeguata consapevolezza non determina la remissione del peccato e il ripristino dello stato di grazia necessario alla Santa Eucaristia. 
La frase pronunciata da Gesù crocifisso Padre perdonali perché non sanno quello che fanno (Luca 23.44) ha indotto a una simile convinzione. Tuttavia, san Paolo in Ebrei 9:7 menziona l'esistenza di "peccati involontari", altrimenti tradotti come "peccati di ignoranza" (in greco: ἀγνοημάτων, agnoēmatōn), proprio parlando del sacrificio annuale del sangue che il sommo sacerdote operava nella tenda nel giorno della Pasqua. In analogia col brocardo latino ignorantia legis non excusat, l'ignoranza della legge è un'attenuante della gravità del peccato che non cancella l'obbligo della Confessione, remissione sacerdotale e della relativa espiazione.

Diversamente dall'hegelismo, la religione cattolica non è riducibile a una moralità dell'intenzione e al dovere per il dovere, ma richiede anche la contrizione e l'espiazione delle colpe commesse a causa di una non adeguata conoscenza della legge di Dio.
La categoria del peccato involontario è di matrice ebraica e trova una affinità con la nozione di chet, il peccato involontario descritto nella Halakhah.

## Il peccato nell'Islam
L'Islam vede il peccato (dhanb, thanb scritto ذنب; anche "ithm" scritto إثم) come qualsiasi cosa che vada contro la volontà di Allah. L'Islam insegna che il peccato è un atto e non uno stato dell'essere. Il Corano insegna che “l'anima (umana) è certamente predisposta al male, a meno che il Signore non le doni la Sua Misericordia”, e che neppure i profeti assolvono se stessi da questa colpa (Corano 12:53). Maometto diceva:
“Fai buone azioni in modo corretto, sincero e con moderazione, e gioisci, perché le buone azioni di nessuno sono sufficienti a metterlo in Paradiso.” I Compagni chiesero, “Nemmeno tu, o Messaggero di Allah?” Lui rispose, “Neppure io, a meno che Allah non doni il Suo perdono e la sua misericordia a me”.
Nell'Islam si ritiene che Iblīs (il Satana della tradizione giudaico-cristiana) abbia un ruolo significativo nel tentare l'umanità verso il peccato. Quindi la teologia Islamica identifica e ci mette in guardia da un nemico esterno dell'umanità che la conduce al peccato (Corano 7:27, 4:199, 3:55, ecc). In vari versi il Corano (Corano 2:30, 7:11, 20:116) spiega i dettagli della tentazione di Iblis nei confronti di Adamo e in (Corano 7:27) afferma che lo schema di Iblis per tentare l'uomo è lo stesso usato per tentare Adamo, cioè Allah impone una legge per l'uomo ma invece l'uomo obbedisce ai suoi desideri più bassi e non si guarda dalla tentazione del suo nemico. Iblis tradisce l'essere umano offrendogli vane speranze laddove invece lo conduce all'errore, aiutato in questo dal fato. Quindi esso trasgredisce i limiti impostigli da Allah e disobbedisce ai Suoi comandamenti. Diviene quindi giustamente soggetto al giudizio e alle afflizioni impostegli da Allah. Ma come proposto dalla versione coranica della storia di Adamo, l'uomo può rivolgersi ad Allah con le parole che la divinità gli ispira dopo aver fallito nella prova imposta, perché Egli è colmo di Misericordia. (Corano 2:37).
I musulmani ritengono che Allah sia adirato per il peccato e punisce alcuni peccatori con le fiamme di jahannam (l'inferno) ma è anche al-rahman (il Compassionevole) e al-ghaffar (Colui che Perdona). Si ritiene che il fuoco di jahannam abbia una funzione purificatrice e che dopo tale espiazione un individuo che era stato condannato al jahannam può entrare nel jannah (il Giardino), se aveva avuto “un atomo di fede”. Alcuni commenti al Corano, come 'Allama Tabataba'i affermano che il fuoco non è altro che una forma trasformata del peccato umano.
Diversamente dalle religioni cristiane che hanno i sacramenti istituiti da Gesù Cristo, il mandato apostolico adiuvato dallo Spirito Santo Dio, ed il sacramento della Penitenza, l'Islam non definisce un'autorità ecclesiastica che abbia il potere di scacciare i demoni o di rimettere i peccati. 

Allah ha questo potere ed è adorato anche con l'epiteto frequente di "il Compassionevole ed il Misericordioso", ma la volontà dell'Onnipotente è imperscrutabile dall'animo umano fino alla morte terrena, ed in merito solo parzialmente determinata dal testo sacro. Perciò, esistono visioni contrastanti nell'Islam sul fatto che se un uomo commette un peccato debba essere espulso dalla comunità.
30. Chi commette questi peccati iniquamente e senza ragione sarà gettato nel Fuoco; ciò è facile per Allah.

31. Se eviterete i peccati più gravi che vi sono stati proibiti, cancelleremo le altre colpe e vi faremo entrare con onore [in Paradiso].

Non invidiate l'eccellenza che Allah ha dato a qualcuno di voi: gli uomini avranno ciò che si saranno meritati, e le donne avranno ciò che si saranno meritate. Chiedete ad Allah, alla grazia Sua. Egli in verità conosce ogni cosa.»
(Corano, Sura IV-vv. 31-32)
La teologia islamica classifica i peccati secondo la seguente priorità:
1. Shirk: politeismo idolatria, animismo: il tributare culto e adorazione a qualcuno o qualcosa al di fuori di Allah;
2. malversazione nei confronti dei beni dell'orfano (Sura IV);
3. calunnia nei confronti di una donna onesta;
4. diserzione di fronte al nemico;
5. ribâ: usura, speculazione e baratto iniquo;
6. apostasia
7. omicidio.

Lo Shirk è ritenuto un peccato non perdonabile da Allah.

Alcuni esegeti identificano un complesso di 70 peccati maggiori (al-Kaba'ir), che sono:
1. Shirk: associazione di qualsiasi persona o cosa ad Allah
2. Disperare della caritatevole misericordia di Allah
3. Maledire i genitori
4. Zina (adulterio)
5. Sodomia
6. Furto
7. Consumo di alcool e bevande alcooliche
8. Gioco d'azzardo
9. Calunnia (diffamazione, dicendo cose false riguardo a qualcuno)
10. Omettere la preghiera quotidiana
11. Omettere di versare la zakat
12. Pratica della magia
13. Omicidio: uccidere senza giustificato motivo qualcuno che Allah ha dichiarato inviolabile
14. Dilapidare le proprietà di un orfano
15. L'usura
16. La diserzione da un esercito in marcia
17. La false accuse ad una donna casta che sia credente, anche se poco avveduta.

Come si può notare, il primo peccato è lo Shirk, mentre i primi 17 riprendono in maniera similare le sette tipologie elencate in precedenza, aggiungendone di ulteriori e con una differente priorità. Quest'ultimo elenco è il punto di vista di alcuni esegeti, non rappresentativo dell'Islam.

## Il peccato nel Buddhismo
Nel Buddhismo esiste una “Teoria di Causa-Effetto”, nota come coproduzione condizionata, che si applica sul karma inteso come azione volitiva. In generale, il Buddhismo illustra le intenzioni come la causa del karma, classificate come buone, cattive o neutrali. Inoltre, molti pensieri nella mente di un qualsiasi essere vivente possono essere anche loro negativi, costituendo questi un karma mentale invece che verbale o fisico.
Vipaka, il risultato o la conseguenza del proprio karma, può comportare una bassa qualità della vita, distruzione, malattia, stress, depressione e tutte le possibili disarmonie della vita, come può invece generare una buona vita, felice e armoniosa. Le buone azioni producono buoni risultati, mentre quelle cattive producono cattivi risultati. Il karma e il vipaka sono le proprie azioni e il loro risultato.
I cinque precetti (pañcasīla nella lingua pāli) costituiscono il codice fondamentale dell'etica buddhista per i laici, che sono accettati per libera scelta da quanti intendono seguire gli insegnamenti di Gautama Buddha. È una comprensione di base degli insegnamenti buddhisti su come porre fine alla sofferenza:
1. accetto la regola di astenermi dal distruggere creature viventi;
2. accetto la regola di astenermi dal prendere ciò che non mi è dato;
3. accetto la regola di astenermi da una cattiva condotta sessuale;
4. accetto la regola di astenermi dal parlare scorrettamente;
5. accetto la regola di astenermi dall'uso di sostanze intossicanti che alterano la lucidità della mente.

Questo conduce ad evitare le più immediate cause della sofferenza e a potersi dedicare con maggior profitto alla pratica di profonda visione e di raccolto acquietamento, il cui frutto finale è l'uscita dal saṃsāra, il ciclo della rinascita. Dopodiché, si raggiunge il nirvāṇa, la liberazione definitiva, nel Buddhismo primitivo. Nella successiva sezione degli insegnamenti, il concetto di peccato si lega sempre al karma e contempla una sofferenza che la persona vive nel presente, causata dalla sua stessa negligenza. Il peccato più grave è la convinzione di non possedere la natura di Buddha, quindi di essere vittime delle casualità e non fautori del proprio destino. Tutto diventa negativo e la persona perde ogni controllo di sé e del proprio ambiente.